# 巴巽丹国

巴巽丹国国旗

巴巽丹国在印度尼西亚联邦共和国的位置

巴巽丹国（印尼语：Negara Pasundan；巽他语：Nagara Pasundan）是荷兰于1948年根据《灵加贾蒂协议》在印度尼西亚爪哇岛西部建立的一个政治实体。它的地理范围与当前的西爪哇省、万丹省和雅加达省所涵盖的区域相似。
巴巽丹共和国于1947年5月4日宣布成立，但在同年晚些时候解散。1948年2月26日，西爪哇国成立，并于1948年4月24日更名为巴巽丹国。巴巽丹国在1949年12月27日成为印度尼西亚联邦共和国的成员国，并于1950年3月11日并入印度尼西亚共和国（印度尼西亚共和国本身也是印度尼西亚联邦共和国的组成部分）。
2009年，出现将现今的西爪哇省更名为巴巽丹省的提议。